# 마일란 (가수)
마일란(Mai Lan, 1982년 ~ )은 베트남의 싱어송라이터이다.